# Lou Tseng-Tsiang
Lou Tseng-Tsiang (na romanização idiossincrática que ele usou a si mesmo; chinês tradicional: 陸徵祥, chinês simplificado: 陆征祥, pinyin: Lu Zhengxiang, Wade–Giles: Lu Cheng-Hsiang; 12 de junho de 1871 - 15 de janeiro de 1949) foi um diplomata chinês e um monge católico romano. Ele foi duas vezes primeiro-ministro da República da China e liderou a delegação do seu país na Conferência de Paz de Paris de 1919. Às vezes usou o nome francês René Lou em vida pregressa, e seu nome monástico foi Pierre-Célestin.